# Ink Master
Ink Master, ou Maîtres Tatoueurs au Québec, est une émission de télévision américaine de téléréalité, diffusée depuis le 27 janvier 2012 sur la chaîne Spike TV – devenue Paramount Network en 2018.
En France, elle est retranscrite sur la chaîne de la TNT RMC Story (et auparavant sur Numéro 23) sous le titre Ink Master, le meilleur tatoueur, et au Québec à partir du 15 octobre 2012 à MusiquePlus. MTV diffuse également l'émission depuis janvier 2024 (à partir de la saison 13).

## Concept
L'émission met en scène une compétition de tatoueurs professionnels américains, jugés à travers différents défis artistiques. À chaque épisode, les artistes doivent tatouer de vrais modèles volontaires et sont évalués sur leur maîtrise des différentes techniques du tatouage (contours, couleurs, contraste, placement, proportions, etc.). Le jury est composé de deux tatoueurs professionnels renommés : Chris Núñez et Oliver Peck, ainsi que du guitariste Dave Navarro, également présentateur de l'émission.
Chaque émission est découpée en plusieurs parties : le « défi flash », l'« épreuve éliminatoire » et le « verdict ». Le défi flash consiste en une épreuve rapide qui teste la créativité des candidats. Il peut s'agir d'un petit tatouage, mais également d'une peinture ou un dessin. Le jury choisit le meilleur des candidats et celui-ci a le droit d'attribuer les modèles à chaque tatoueur pour l’épreuve éliminatoire. Lors de celle-ci, les artistes disposent de six heures pour effectuer un tatouage en accord avec la technique abordée dans chaque émission mais également selon les souhaits du modèle. Le moins bon tatoueur est éliminé en fin d'émission par le jury.
Les trois meilleurs tatoueurs de la compétition participent à la finale, qui est diffusée en direct aux États-Unis, et dans laquelle le public peut voter pour son candidat favori. Les trois finalistes sont jugés sur un tatouage effectué dans leur salon pendant une durée de trente-cinq heures. Le gagnant remporte la somme de 100 000 $, un article dans le magazine de tatouage Inked Magazine ainsi que le titre de « meilleur tatoueur »,.

## Voix françaises
- Bastien Bourlé
- Benoît Du Pac
- Pascal Germain
- Jean-Pierre Guernez
- Sébastien Ossard[9]
- Nessym Guetat
- Emmanuel Karsen
- Céline Melloul
- Cyrille Monge
- Yann Pichon

## Saisons
| Saison | Épisodes | Gagnant                                        | Finaliste                                                   | Troisième                                                        | Dates de diffusion US               |
| ------ | -------- | ---------------------------------------------- | ----------------------------------------------------------- | ---------------------------------------------------------------- | ----------------------------------- |
| 1      | 8        | Shane O'Neill                                  | Tommy Helm                                                  | James Vaughn                                                     | 17 janvier 2012 - 6 mars 2012       |
| 2      | 13       | Steve Tefft                                    | Sarah Miller                                                | Sebastian Murphy                                                 | 9 octobre 2012 - 18 décembre 2012   |
| 3      | 13       | Joey Hamilton                                  | Jime Litwalk                                                | Katherine « Tatu Baby » Flores                                   | 16 juillet - 8 octobre 2013         |
| 4      | 13       | Scott Marshall († 24/10/2015)                  | Walter ''Sausage'' Frank                                    | Matti Hixson                                                     | 25 février 2014 - 20 mai 2014       |
| 5      | 16       | Jason Clay Dunn                                | Cleen Rock One                                              | Erik Siuda                                                       | 2 septembre 2014 - 16 décembre 2014 |
| 6      | 16       | Dave Kruseman                                  | Chris Blinston                                              | Matt O'Baugh                                                     | 23 juin 2015 - 13 octobre 2015      |
| 7      | 13       | Anthony Michaels                               | Cleen Rock One                                              | Christian Buckingham                                             | 1er mars 2016 - 24 mai 2016         |
| 8      | 18       | Ryan Ashley Malarkey                           | Gian Karle Kruz                                             | Kelly Doty                                                       | 23 août 2016 - 6 décembre 2016      |
| 9      | 16       | le salon Old Town Ink (Bubba Irwin & DJ Tambe) | le salon Black Cobra Tattoos (Matt O’Baugh & Katie McGowan) | le salon Basilica Tattoo (Christian Buckingham & Noelin Wheeler) | 6 juin 2017 - 26 septembre 2017     |
| 10     | 18       | Josh Payne                                     | Juan Salgado                                                | Roly T-Rex                                                       | 9 janvier 2018 - 24 avril 2018      |
| 11     | 18       | Tony Medellin                                  | TeeJ Poole                                                  | Tiffer Wright                                                    | 28 août 2018 - 18 décembre 2018     |
| 12     | 16       | Laura Marie                                    | Dani Ryan                                                   | Creepy Jason                                                     | 11 juin 2019 - 24 septembre 2019    |
| 13     | 15       | Pas de gagnant                                 |                                                             |                                                                  | 7 janvier 2020 - 14 avril 2020      |
| 14     | 14       | DJ Tambe                                       | Gian Karle Cruz                                             | Bob Jones                                                        | Dès le 7 septembre 2022             |
| 15     | 15       | Bobby Johnson                                  | Freddie Albrighton                                          | Jon Mesa                                                         | Dès le 1er novembre 2023            |